# San Nicola Manfredi
San Nicola Manfredi – miejscowość i gmina we Włoszech, w regionie Kampania, w prowincji Benewent.
Według danych na I 2009 gminę zamieszkiwało 3569 osób przy gęstości zaludnienia 188,8 os./1 km².